# 梅原裕一郎 Saturday Machiavellism night
梅原裕一郎 Saturday Machiavellism night（うめはらゆういちろう サタデー マキャヴェリズム ナイト）は、CBCラジオで現在放送中のラジオ番組。
パーソナリティは声優の梅原裕一郎。
梅原は自らを「梅原王国」の「国王」としている。また、リスナーは「国民」と言われることがある。

## 放送時間
- 毎週土曜 23:30 - 24:00（2023年11月現在）

## 現在のコーナー
- 「マウントジャッジ」[4]
  - マウントを取ってしまったリスナーの反省メッセージを紹介する。

- 「ヴェルディの「怒りの日」に乗せて紹介する貴方のエッセイメッセージを大募集！」
  - ヴェルディの「怒りの日」に乗せてメッセージを紹介する。

- 「Dear カイザー」
  - リスナーの普段の生活などでの失敗談を紹介。

- 「男はつらいよメール」
  - 渥美清の「男はつらいよ」に乗せてメッセージを紹介する。

## イベント
- 梅原裕一郎 Saturday Machiavellism nightイベント 国王降臨 vo.1（2023年10月8日）[5]
- 梅原裕一郎 Saturday Machiavellism nightイベント 国王降臨 vo.2（2024年3月10日予定）[6]